# Serie A 2013-2014 (calcio femminile)
L'edizione 2013-2014 è stata la quarantasettesima edizione del campionato italiano di Serie A femminile di calcio femminile.

## Stagione

### Novità
Come l'anno precedente, 16 squadre partecipano al campionato. Alle retrocesse Fiammamonza, Lazio CF, Fortitudo Mozzecane e Torino si sostituiscono Scalese, Valpolicella, Inter Milano e Res Roma, vincitrici dei quattro gironi di A2.
Scendono le regioni rappresentate rispetto all'anno precedente (9 contro 10). La Lombardia resta la regione più rappresentata con 4 squadre, segue il Friuli-Venezia Giulia con tre e il Veneto e la Toscana con due. Una squadra a testa per Lazio, Umbria, Campania, Sardegna ed Emilia-Romagna.

### Formula
Diverse novità rispetto all'anno precedente, tra cui il sistema retrocessioni: dovendo passare da 16 a 14 squadre, retrocederanno in Serie B ben sei squadre: le ultime quattro classificate, più altre due dai play-out secondo l'accoppiamento 9ª-12ª e 10ª-11ª, con gara secca sul campo della meglio piazzata in campionato. In caso di parità, sarà considerata salva la squadra meglio classificata in campionato. Al loro posto, dalla Serie B, verranno promosse per l'anno successivo solo 4 squadre (le vincitrici dei 4 gironi). Nulla di invariato per l'accesso alla UEFA Women's Champions League: qualificate direttamente per la fase finale la vincitrice dello scudetto e la seconda classificata.

## Squadre partecipanti
| Club               | Stagione | Città                      | Stadio                         | Stagione precedente    |
| ------------------ | -------- | -------------------------- | ------------------------------ | ---------------------- |
| AGSM Verona        | dettagli | Verona                     | Stadio Aldo Olivieri           | 4º posto in Serie A    |
| Brescia            | dettagli | Brescia                    | Centro Sp. Club Azzurri        | 3º posto in Serie A    |
| Chiasiellis        | dettagli | Mortegliano (UD)           | Pol. Franco Beltrame           | 10º posto in Serie A   |
| Como 2000          | dettagli | Como                       | Centro Sp. Belvedere           | 9º posto in Serie A    |
| Firenze            | dettagli | Firenze                    | Impianto Sp. San Marcellino    | 8º posto in Serie A    |
| Pordenone          | dettagli | Pordenone                  | Stadio Ottavio Bottecchia      | 11º posto in Serie A   |
| Grifo Perugia      | dettagli | San Sisto (PG)             | Comunale di San Sisto          | 12º posto in Serie A   |
| Inter Milano       | dettagli | Milano                     | Comunale Gianni Brera          | 1º posto in Serie A2/C |
| Mozzanica          | dettagli | Mozzanica (BG)             | Comunale di Mozzanica          | 7º posto in Serie A    |
| Napoli             | dettagli | Napoli                     | Stadio Arturo Collana          | 5º posto in Serie A    |
| Res Roma           | dettagli | Roma                       | Centro Sp. "Raimondo Vianello" | 1º posto in Serie A2/D |
| Riviera di Romagna | dettagli | Cervia (RA)                | Stadio Germano Todoli          | 6º posto in Serie A    |
| Scalese            | dettagli | La Scala-S.Miniato (PI)    | Comunale "Massimo Pagni"       | 1º posto in Serie A2/A |
| Tavagnacco         | dettagli | Tavagnacco (UD)            | Comunale (UPC Stadium)         | 2º posto in Serie A    |
| Torres             | dettagli | Sassari                    | Stadio Vanni Sanna             | Campione d'Italia      |
| Valpolicella       | dettagli | San Pietro in Cariano (VR) | Campo Sportivo Montindon       | 1º posto in Serie A2/B |

## Allenatori e primatisti
| Squadra            | Allenatore                                                             | Giocatrice più presente (tra parentesi il numero delle presenze)         | Capocannoniere (tra parentesi il numero dei gol segnati) |
| ------------------ | ---------------------------------------------------------------------- | ------------------------------------------------------------------------ | -------------------------------------------------------- |
| AGSM Verona        | Renato Longega                                                         | Melania Gabbiadini, Maria Karlsson, Alyssa Lagonia, Veronica Napoli (30) | Melania Gabbiadini (32)                                  |
| Brescia            | Milena Bertolini                                                       | Daniela Sabatino (30)                                                    | Daniela Sabatino (35)                                    |
| Chiasiellis        | Mauro Lizzi e Piera Maglio                                             | Silvia Berardo, Michela Zanetti (30)                                     | Rossella Sardu (5)                                       |
| Como 2000          | Mario Manzo                                                            | Elena Cascarano, Laura Fusetti, Francesca Tagini (29)                    | Agnese Ricco (8)                                         |
| Firenze            | Sauro Fattori                                                          | Greta Adami (29)                                                         | Arianna Ferrati (10)                                     |
| Grifo Perugia      | Giacomo Sciurpa (1ª-15ª) Gianni Fiorucci (16ª-30ª)                     | Noemi Monetini, Romina Natalizi, Luisa Pugnali (28)                      | Luisa Pugnali (4)                                        |
| Inter Milano       | Carmelo Malgeri (1ª-6ª) Antonio Brustia (7ª) Stefano Torriani (8ª-30ª) | Regina Baresi (30)                                                       | Regina Baresi (8)                                        |
| Mozzanica          | Paolo Fracassetti                                                      | Penelope Riboldi, Andrea Scarpellini (30)                                | Valentina Giacinti (19)                                  |
| Napoli             | Corrado Sorrentino (1ª-20ª) Domenico Paesano (21ª-30ª)                 | Valeria Pirone (29)                                                      | Valeria Pirone (10)                                      |
| Pordenone          | Fabio Toffolo                                                          | Rossella Cavallini, Giulia Lotto (30)                                    | Rossella Cavallini (12)                                  |
| Res Roma           | Fabio Melillo                                                          | Vanessa Nagni, Rosalia Pipitone (30)                                     | Vanessa Nagni (11)                                       |
| Riviera di Romagna | Giuseppe Lorenzo                                                       | Patrizia Caccamo (29)                                                    | Patrizia Caccamo (11)                                    |
| Scalese            | Nico Mattioli                                                          | Beatrice Baldi, Gloria Giatras Zoi (28)                                  | Giulia D'Antoni (5)                                      |
| Tavagnacco         | Marco Rossi                                                            | Sara Penzo (30)                                                          | Alice Parisi (23)                                        |
| Torres             | Manuela Tesse                                                          | Patrizia Panico (30)                                                     | Patrizia Panico (43)                                     |
| Valpolicella       | Antonietta Formisano                                                   | Valentina Boni (30)                                                      | Valentina Boni (13)                                      |

## Classifica finale
|                   | Pos. | Squadra            | Pt | G  | V  | N | P  | GF  | GS  | DR   |
| ----------------- | ---- | ------------------ | -- | -- | -- | - | -- | --- | --- | ---- |
| Campione d'Italia | 1.   | Brescia            | 87 | 30 | 29 | 0 | 1  | 112 | 17  | +95  |
|                   | 2.   | Torres             | 82 | 30 | 27 | 1 | 2  | 108 | 18  | +90  |
|                   | 3.   | Tavagnacco         | 78 | 30 | 26 | 0 | 4  | 98  | 22  | +76  |
|                   | 4.   | AGSM Verona        | 68 | 30 | 22 | 2 | 6  | 113 | 33  | +80  |
|                   | 5.   | Mozzanica          | 52 | 30 | 17 | 1 | 12 | 66  | 25  | +41  |
|                   | 6.   | Riviera di Romagna | 51 | 30 | 16 | 3 | 11 | 49  | 36  | +13  |
|                   | 7.   | Pordenone          | 40 | 30 | 13 | 4 | 13 | 36  | 48  | -12  |
|                   | 8.   | Firenze            | 37 | 30 | 11 | 4 | 15 | 46  | 54  | -8   |
|                   | 9.   | Res Roma           | 36 | 30 | 10 | 6 | 14 | 29  | 38  | -9   |
|                   | 10.  | Valpolicella       | 31 | 30 | 9  | 4 | 17 | 41  | 73  | -32  |
|                   | 11.  | Como 2000          | 28 | 30 | 7  | 7 | 16 | 25  | 65  | -40  |
|                   | 12.  | Chiasiellis        | 26 | 30 | 6  | 8 | 16 | 25  | 57  | -32  |
|                   | 13.  | Inter Milano       | 24 | 30 | 6  | 6 | 18 | 26  | 57  | -31  |
|                   | 14.  | Napoli             | 23 | 30 | 6  | 5 | 19 | 25  | 73  | -48  |
|                   | 15.  | Grifo Perugia      | 14 | 30 | 3  | 5 | 22 | 22  | 86  | -64  |
|                   | 16.  | Scalese            | 10 | 30 | 2  | 4 | 24 | 15  | 134 | -119 |

Legenda:
      Campione d'Italia e ammessa alla UEFA Women's Champions League 2014-2015.
      Ammessa alla UEFA Women's Champions League 2014-2015.
  Ammessa ai play-out
      Retrocesse in Serie B 2014-2015.
Note:
Tre punti a vittoria, uno a pareggio, zero a sconfitta.

## Risultati

### Calendario
| Andata (1ª) | Andata (1ª) | Prima giornata                | Ritorno (16ª) | Ritorno (16ª) |
|             |             |                               |               |               |
| 28 set.     | 3-1         | Brescia-Napoli                | 4-1           | 18 gen.       |
| 28 set.     | 0-2         | Chiasiellis-Pordenone         | 0-1           | 18 gen.       |
| 28 set.     | 2-2         | Como 2000-AGSM Verona         | 1-5           | 18 gen.       |
| 28 set.     | 3-3         | Fimauto Valpolicella-Res Roma | 0-0           | 18 gen.       |
| 28 set.     | 0-6         | Firenze-Torres                | 1-5           | 18 gen.       |
| 28 set.     | 1-0         | Mozzanica-Riviera di Romagna  | 1-0           | 18 gen.       |
| 28 set.     | 0-6         | Perugia-Tavagnacco            | 0-2           | 26 feb.       |
| 28 set.     | 1-0         | Scalese-Inter                 | 1-1           | 18 gen.       |

| Andata (2ª) | Andata (2ª) | Seconda giornata            | Ritorno (17ª) | Ritorno (17ª) |
|             |             |                             |               |               |
| 5 ott.      | 5-0         | AGSM Verona-Perugia         | 4-1           | 25 gen.       |
| 5 ott.      | 2-2         | Inter-Chiasiellis           | 0-0           | 25 gen.       |
| 5 ott.      | 1-0         | Napoli-Como 2000            | 1-1           | 25 gen.       |
| 5 ott.      | 1-0         | Pordenone-Firenze           | 0-1           | 25 gen.       |
| 5 ott.      | 2-0         | Res Roma-Mozzanica          | 0-3           | 25 gen.       |
| 5 ott.      | 0-4         | Riviera di Romagna-Brescia  | 0-3           | 25 gen.       |
| 5 ott.      | 5-0         | Tavagnacco-Scalese          | 5-0           | 25 gen.       |
| 5 ott.      | 4-1         | Torres-Fimauto Valpolicella | 7-0           | 25 gen.       |

| Andata (3ª) | Andata (3ª) | Terza giornata              | Ritorno (18ª) | Ritorno (18ª) |
|             |             |                             |               |               |
| 12 ott.     | 1-4         | Brescia-Tavagnacco          | 2-0           | 19 mar.       |
| 12 ott.     | 1-1         | Chiasiellis-Res Roma        | 0-2           | 1 feb.        |
| 12 ott.     | 1-1         | Como 2000-Scalese           | 2-0           | 8 mar.        |
| 12 ott.     | 5-0         | Fimauto Valpolicella-Napoli | 3-0           | 1 feb.        |
| 12 ott.     | 1-3         | Firenze-Riviera di Romagna  | 1-2           | 19 feb.       |
| 12 ott.     | 0-1         | Mozzanica-AGSM Verona       | 1-3           | 1 feb.        |
| 12 ott.     | 1-1         | Perugia-Inter               | 0-1           | 8 mar.        |
| 12 ott.     | 0-2         | Pordenone-Torres            | 0-2           | 1 feb.        |

| Andata (4ª) | Andata (4ª) | Quarta giornata                         | Ritorno (19ª) | Ritorno (19ª) |
|             |             |                                         |               |               |
| 19 ott.     | 1-4         | AGSM Verona-Brescia                     | 1-3           | 8 feb.        |
| 19 ott.     | 2-2         | Inter-Pordenone                         | 0-2           | 8 feb.        |
| 19 ott.     | 0-1         | Napoli-Mozzanica                        | 0-3           | 8 feb.        |
| 19 ott.     | 1-0         | Res Roma-Firenze                        | 0-4           | 8 feb.        |
| 19 ott.     | 1-0         | Riviera di Romagna-Fimauto Valpolicella | 3-0           | 8 feb.        |
| 19 ott.     | 2-3         | Scalese-Perugia                         | 2-5           | 8 feb.        |
| 19 ott.     | 3-0         | Tavagnacco-Como 2000                    | 2-0           | 8 feb.        |
| 19 ott.     | 4-0         | Torres-Chiasiellis                      | 2-1           | 8 feb.        |

| Andata (5ª) | Andata (5ª) | Quinta giornata                 | Ritorno (20ª) | Ritorno (20ª) |
|             |             |                                 |               |               |
| 26 ott.     | 4-0         | Brescia-Perugia                 | 5-0           | 15 feb.       |
| 26 ott.     | 4-0         | Chiasiellis-Napoli              | 3-1           | 15 feb.       |
| 26 ott.     | 1-0         | Como 2000-Inter                 | 0-1           | 15 feb.       |
| 26 ott.     | 0-4         | Fimauto Valpolicella-Tavagnacco | 8-0           | 15 feb.       |
| 26 ott.     | 2-4         | Firenze-AGSM Verona             | 0-3           | 15 feb.       |
| 26 ott.     | 9-0         | Mozzanica-Scalese               | 10-0          | 15 feb.       |
| 26 ott.     | 3-1         | Pordenone-Riviera di Romagna    | 1-2           | 15 feb.       |
| 26 ott.     | 2-0         | Torres-Res Roma                 | 5-1           | 15 feb.       |

| Andata (6ª) | Andata (6ª) | Sesta giornata                   | Ritorno (21ª) | Ritorno (21ª) |
|             |             |                                  |               |               |
| 2 nov.      | 4-2         | AGSM Verona-Fimauto Valpolicella | 7-0           | 22 feb.       |
| 2 nov.      | 0-3         | Inter-Torres                     | 0-4           | 22 feb.       |
| 2 nov.      | 1-1         | Napoli-Firenze                   | 0-5           | 22 feb.       |
| 2 nov.      | 2-2         | Perugia-Como 2000                | 1-1           | 22 feb.       |
| 2 nov.      | 1-0         | Res Roma-Pordenone               | 1-0           | 22 feb.       |
| 2 nov.      | 3-2         | Riviera di Romagna-Chiasiellis   | 0-1           | 22 feb.       |
| 2 nov.      | 0-9         | Scalese-Brescia                  | 0-7           | 22 feb.       |
| 2 nov.      | 3-2         | Tavagnacco-Mozzanica             | 1-0           | 22 feb.       |

| Andata (7ª) | Andata (7ª) | Settima giornata             | Ritorno (22ª) | Ritorno (22ª) |
|             |             |                              |               |               |
| 9 nov.      | 7-0         | Brescia-Inter                | 3-1           | 1 mar.        |
| 9 nov.      | 0-8         | Chiasiellis-Tavagnacco       | 0-1           | 1 mar.        |
| 9 nov.      | 2-0         | Fimauto Valpolicella-Perugia | 1-2           | 1 mar.        |
| 9 nov.      | 4-1         | Firenze-Scalese              | 0-2           | 1 mar.        |
| 9 nov.      | 5-0         | Mozzanica-Como 2000          | 0-2           | 1 mar.        |
| 9 nov.      | 0-3         | Pordenone-AGSM Verona        | 0-7           | 1 mar.        |
| 9 nov.      | 0-0         | Res Roma-Riviera di Romagna  | 0-1           | 1 mar.        |
| 4 dic.      | 2-0         | Torres-Napoli                | 4-0           | 15 apr.       |

| Andata (8ª) | Andata (8ª) | Ottava giornata              | Ritorno (23ª) | Ritorno (23ª) |
|             |             |                              |               |               |
| 16 nov.     | 0-1         | AGSM Verona-Chiasiellis      | 5-1           | 15 mar.       |
| 16 nov.     | 0-4         | Como 2000-Brescia            | 0-3           | 15 mar.       |
| 16 nov.     | 1-1         | Inter-Res Roma               | 1-0           | 15 mar.       |
| 16 nov.     | 0-0         | Napoli-Pordenone             | 1-3           | 15 mar.       |
| 16 nov.     | 0-5         | Perugia-Mozzanica            | 1-3           | 15 mar.       |
| 16 nov.     | 1-3         | Riviera di Romagna-Torres    | 1-4           | 15 mar.       |
| 16 nov.     | 0-1         | Scalese-Fimauto Valpolicella | 1-7           | 15 mar.       |
| 16 nov.     | 5-0         | Tavagnacco-Firenze           | 4-1           | 15 mar.       |

| Andata (9ª) | Andata (9ª) | Nona giornata                | Ritorno (24ª) | Ritorno (24ª) |
|             |             |                              |               |               |
| 23 nov.     | 0-0         | Chiasiellis-Perugia          | 2-1           | 22 mar.       |
| 23 nov.     | 2-4         | Fimauto Valpolicella-Brescia | 1-4           | 22 mar.       |
| 23 nov.     | 5-1         | Firenze-Como 2000            | 1-1           | 22 mar.       |
| 23 nov.     | 3-1         | Mozzanica-Inter              | 1-0           | 22 mar.       |
| 23 nov.     | 4-2         | Pordenone-Scalese            | 0-0           | 22 mar.       |
| 23 nov.     | 0-1         | Res Roma-Verona              | 1-3           | 22 mar.       |
| 23 nov.     | 2-0         | Riviera di Romagna-Napoli    | 2-2           | 22 mar.       |
| 23 nov.     | 2-1         | Torres-Tavagnacco            | 4-3           | 23 apr.       |

| Andata (10ª) | Andata (10ª) | Decima giornata                | Ritorno (25ª) | Ritorno (25ª) |
|              |              |                                |               |               |
| 30 nov.      | 1-1          | AGSM Verona-Torres             | 0-1           | 30 apr.       |
| 30 nov.      | 1-0          | Brescia-Mozzanica              | 3-0           | 29 mar.       |
| 30 nov.      | 2-1          | Como 2000-Fimauto Valpolicella | 1-0           | 29 mar.       |
| 30 nov.      | 2-3          | Inter-Riviera di Romagna       | 1-3           | 29 mar.       |
| 30 nov.      | 1-0          | Napoli-Res Roma                | 0-0           | 29 mar.       |
| 30 nov.      | 0-3          | Perugia-Firenze                | 0-3           | 29 mar.       |
| 30 nov.      | 1-1          | Scalese-Chiasiellis            | 0-4           | 29 mar.       |
| 30 nov.      | 7-0          | Tavagnacco-Pordenone           | 1-0           | 29 mar.       |

| Andata (11ª) | Andata (11ª) | Undicesima giornata           | Ritorno (26ª) | Ritorno (26ª) |
|              |              |                               |               |               |
| 7 dic.       | 1-2          | Chiasiellis-Brescia           | 0-7           | 12 apr.       |
| 7 dic.       | 3-2          | Fimauto Valpolicella-Inter    | 2-1           | 12 apr.       |
| 7 dic.       | 0-0          | Firenze-Mozzanica             | 1-4           | 12 apr.       |
| 7 dic.       | 1-5          | Napoli-Verona                 | 0-7           | 12 apr.       |
| 7 dic.       | 3-2          | Pordenone-Como 2000           | 3-0           | 12 apr.       |
| 7 dic.       | 5-0          | Res Roma-Scalese              | 3-0           | 12 apr.       |
| 7 dic.       | 0-1          | Riviera di Romagna-Tavagnacco | 0-2           | 12 apr.       |
| 7 dic.       | 3-0          | Torres-Perugia                | 11-2          | 12 apr.       |

| Andata (12ª) | Andata (12ª) | Dodicesima giornata            | Ritorno (27ª) | Ritorno (27ª) |
|              |              |                                |               |               |
| 14 dic.      | 0-1          | AGSM Verona-Riviera di Romagna | 3-0           | 19 apr.       |
| 14 dic.      | 2-0          | Brescia-Firenze                | 5-1           | 19 apr.       |
| 14 dic.      | 3-0          | Como 2000-Chiasiellis          | 1-1           | 19 apr.       |
| 14 dic.      | 3-2          | Inter-Napoli                   | 0-1           | 19 apr.       |
| 14 dic.      | 0-1          | Mozzanica-Fimauto Valpolicella | 6-0           | 19 apr.       |
| 14 dic.      | 1-2          | Perugia-Pordenone              | 0-3           | 19 apr.       |
| 14 dic.      | 0-5          | Scalese-Torres                 | 0-4           | 19 apr.       |
| 14 dic.      | 2-0          | Tavagnacco-Res Roma            | 1-0           | 19 apr.       |

| Andata (13ª) | Andata (13ª) | Tredicesima giornata         | Ritorno (28ª) | Ritorno (28ª) |
|              |              |                              |               |               |
| 21 dic.      | 4-2          | AGSM Verona-Inter            | 4-0           | 26 apr.       |
| 21 dic.      | 0-2          | Chiasiellis-Mozzanica        | 0-3           | 26 apr.       |
| 21 dic.      | 2-1          | Firenze-Fimauto Valpolicella | 3-1           | 26 apr.       |
| 21 dic.      | 3-6          | Napoli-Tavagnacco            | 0-4           | 26 apr.       |
| 21 dic.      | 0-2          | Pordenone-Brescia            | 1-5           | 26 apr.       |
| 21 dic.      | 4-2          | Res Roma-Perugia             | 1-0           | 26 apr.       |
| 21 dic.      | 7-0          | Riviera di Romagna-Scalese   | 4-0           | 26 apr.       |
| 21 dic.      | 6-0          | Torres-Como 2000             | 7-0           | 26 apr.       |

| Andata (14ª) | Andata (14ª) | Quattordicesima giornata       | Ritorno (29ª) | Ritorno (29ª) |
|              |              |                                |               |               |
| 4 gen.       | 3-0          | Brescia-Res Roma               | 3-0           | 3 mag.        |
| 4 gen.       | 0-4          | Como 2000-Riviera di Romagna   | 0-1           | 3 mag.        |
| 4 gen.       | 0-2          | Fimauto Valpolicella-Pordenone | 2-2           | 3 mag.        |
| 4 gen.       | 0-0          | Firenze-Chiasiellis            | 3-0           | 3 mag.        |
| 4 gen.       | 0-2          | Mozzanica-Torres               | 0-1           | 3 mag.        |
| 4 gen.       | 0-3          | Perugia-Napoli                 | 0-1           | 3 mag.        |
| 4 gen.       | 0-11         | Scalese-Verona                 | 1-11          | 3 mag.        |
| 4 gen.       | 1-0          | Tavagnacco-Inter               | 1-0           | 3 mag.        |

| \| Andata (15ª) \| Andata (15ª) \| Quindicesima giornata \| Ritorno (30ª) \| Ritorno (30ª) \| \| \| \| \| \| \| \| 11 gen. \| 2-3 \| AGSM Verona-Tavagnacco \| 5-4 \| 11 mag. \| \| 11 gen. \| 0-2 \| Chiasiellis-Fimauto Valpolicella \| 0-0 \| 11 mag. \| \| 11 gen. \| 1-0 \| Inter-Firenze \| 2-1 \| 11 mag. \| \| 11 gen. \| 3-0 \| Napoli-Scalese \| 1-2 \| 11 mag. \| \| 11 gen. \| 0-3 \| Pordenone-Mozzanica \| 1-0 \| 10 mag. \| \| 11 gen. \| 2-0 \| Res Roma-Como 2000 \| 0-1 \| 11 mag. \| \| 11 gen. \| 0-0 \| Riviera di Romagna-Perugia \| 4-0 \| 10 mag. \| \| 11 gen. \| 1-3 \| Torres-Brescia \| 1-2 \| 11 mag. \| |              |                                  |               |               |
| Andata (15ª) | Andata (15ª) | Quindicesima giornata            | Ritorno (30ª) | Ritorno (30ª) |
| |              |                                  |               |               |
| 11 gen. | 2-3          | AGSM Verona-Tavagnacco           | 5-4           | 11 mag.       |
| 11 gen. | 0-2          | Chiasiellis-Fimauto Valpolicella | 0-0           | 11 mag.       |
| 11 gen. | 1-0          | Inter-Firenze                    | 2-1           | 11 mag.       |
| 11 gen. | 3-0          | Napoli-Scalese                   | 1-2           | 11 mag.       |
| 11 gen. | 0-3          | Pordenone-Mozzanica              | 1-0           | 10 mag.       |
| 11 gen. | 2-0          | Res Roma-Como 2000               | 0-1           | 11 mag.       |
| 11 gen. | 0-0          | Riviera di Romagna-Perugia       | 4-0           | 10 mag.       |
| 11 gen. | 1-3          | Torres-Brescia                   | 1-2           | 11 mag.       |

## Play-out
| Res Roma     | n.d.  | Chiasiellis | Roma, 17 maggio 2014                          |  |  |  |  |  |  |
| Valpolicella | 0 - 2 | Como 2000   | Sant'Ambrogio di Valpolicella, 17 maggio 2014 |  |  |  |  |  |  |

## Statistiche

### Squadre

#### Record
- Maggior numero di vittorie: Brescia (29)
- Minor numero di sconfitte: Brescia (1)
- Migliore attacco: AGSM Verona (113 gol fatti)
- Miglior difesa: Brescia (17 gol subiti)
- Miglior differenza reti: Brescia (+95)
- Maggior numero di pareggi: Chiasiellis (8)
- Minor numero di pareggi: Tavagnacco e Brescia (0)
- Minor numero di vittorie: Scalese (2)
- Maggior numero di sconfitte: Scalese (24)
- Peggiore attacco: Scalese (15 gol fatti)
- Peggior difesa: Scalese (134 gol subiti)
- Peggior differenza reti: Scalese (-119)
- Partita con più reti: Grifo Perugia - Torres 2-11 (13)
- Partita con maggiore scarto di gol: Scalese - AGSM Verona 0-11 (11)
- Maggior numero di reti in una giornata: 43 (26ª giornata)
- Minor numero di reti in una giornata: 17 (25ª giornata)
- Miglior serie positiva: Brescia (25 risultati utili consecutivi, dalla 4ª alla 28ª giornata)
- Peggior serie negativa: Scalese (7 sconfitte consecutive, dalla 17ª alla 23ª giornata)

### Individuali

#### Classifica marcatrici
| Gol | Rigori |  | Giocatore          | Squadra      |
| --- | ------ |  | ------------------ | ------------ |
| 43  | 2      |  | Patrizia Panico    | Torres       |
| 35  | 4      |  | Daniela Sabatino   | Brescia      |
| 31  | 6      |  | Melania Gabbiadini | AGSM Verona  |
| 22  | 2      |  | Marta Mason        | AGSM Verona  |
| 22  | 7      |  | Alice Parisi       | Tavagnacco   |
| 21  |        |  | Tatiana Bonetti    | Tavagnacco   |
| 19  | 1      |  | Valentina Giacinti | Mozzanica    |
| 19  | 1      |  | Cristiana Girelli  | Brescia      |
| 17  |        |  | Silvia Fuselli     | Torres       |
| 17  |        |  | Veronica Napoli    | AGSM Verona  |
| 16  | 2      |  | Paola Brumana      | Tavagnacco   |
| 13  | 1      |  | Valentina Boni     | Valpolicella |
| 13  |        |  | Elisa Camporese    | Tavagnacco   |
| 12  |        |  | Rossella Cavallini | Pordenone    |
| 12  | 3      |  | Pamela Conti       | Torres       |
| 12  |        |  | Martina Rosucci    | Brescia      |